# Tammisto
Tammisto (en suédois : Rosendal, en français : la chênaie) est un quartier de Vantaa en Finlande

## Présentation
Situé le long de la Tuusulanväylä, près de la frontière d'Helsinki, le quartier  est bordée par la Keravanjoki à l'est, le Vantaanjoki à l'ouest et le quartier résidentiel de Kartanonkoski au nord, ainsi que le village de la paroisse rurale d'Helsinki. 
Les rues Tuusulanväylä, Tammisto kauppatie et Kirkkotie traversent le quartier,.
Le quartier est un centre commercial important avec une concentration de grands magasins et de magasins spécialisés.

## Galerie

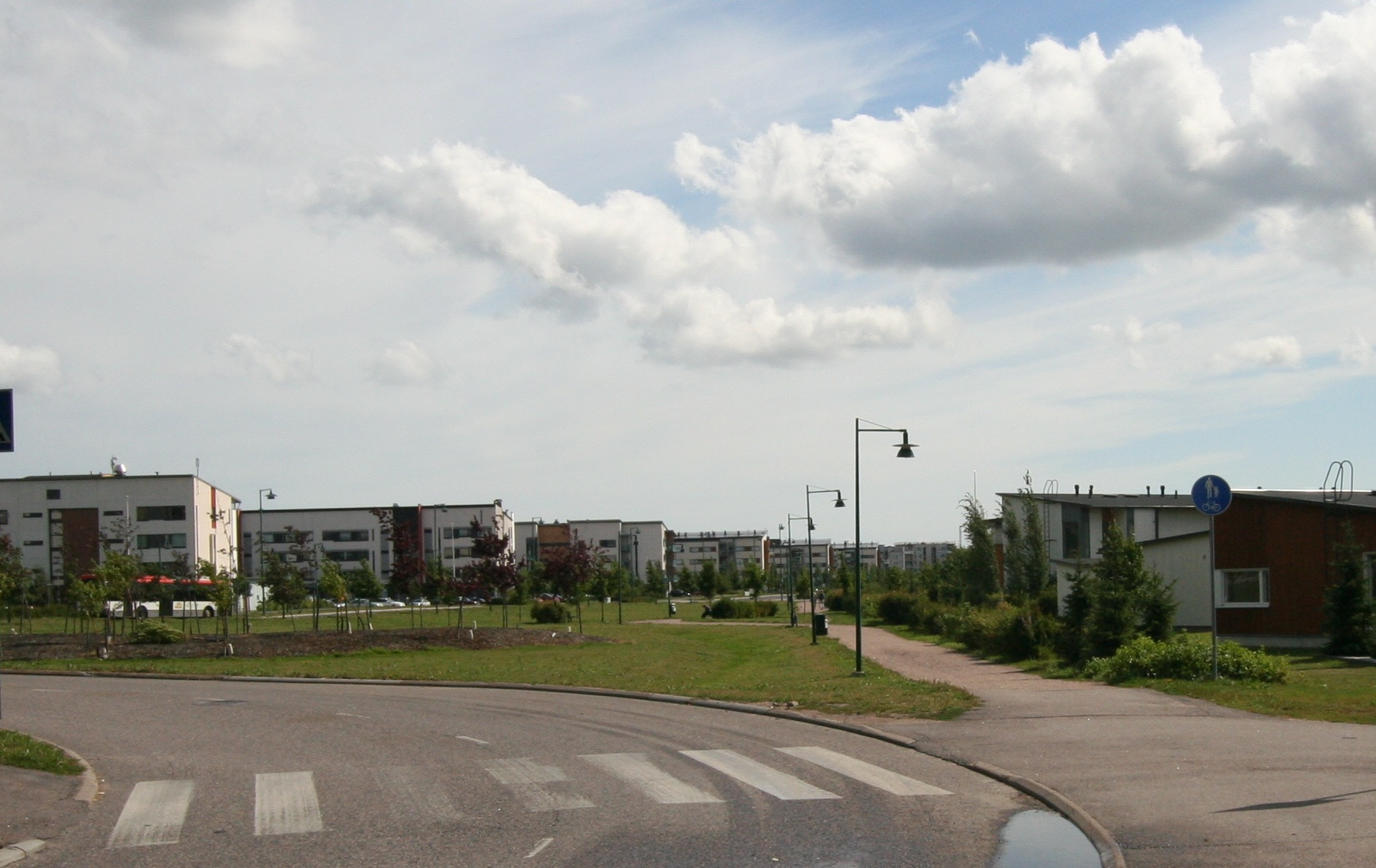
Immeubles résidentiels vus de tammistontie.